# 霍明皋
霍明皋，泽州人，是一名清朝政治人物。
霍明皋曾于咸丰四年接替俞诵芬任兴化府知府一职，咸丰年间由张仪盛接任。